# Зилово (Смоленская область)
Зилово — деревня в Новодугинском районе Смоленской области России. Входит в состав Днепровского сельского поселения. Население — 29 жителей (2007 год). 
Расположена в северо-восточной части области в 32 км к юго-западу от Новодугина, в 29 км западнее автодороги Р134 «Старая Смоленская дорога» Смоленск — Дорогобуж — Вязьма — Зубцов, на берегу реки Днепр. В 33 км северо-восточнее деревни расположена железнодорожная станция Новодугино на линии Вязьма — Ржев.

## История
В 1781 г. на деньги прихожан была построена церковь Святого Духа в стиле позднего барокко.
В годы Великой Отечественной войны деревня была оккупирована гитлеровскими войсками в октябре 1941 года, освобождена в марте 1943 года.